# The Rag Man
Pour plus de détails, voir Fiche technique et Distribution.
The Rag Man est un film américain réalisé par Edward F. Cline et sorti en 1925. C'est le premier film avec Jackie Coogan produit par la Metro-Goldwyn-Mayer.

## Synopsis
Tim Kelly est un enfant qui s'enfuit d'un orphelinat du Lower East Side à New York après qu'un incendie se soit déclaré. Il finit par se réfugier chez Max, un ferrailleur solitaire. Le petit Kelly et Max forment une équipe dans le secteur de la récupération et finissent par devenir des compagnons proches.

## Fiche technique
- Titre : The Rag Man
- Réalisation : Edward F. Cline
- Scénario : Willard Mack
- Production : Metro-Goldwyn-Mayer
- Photographie : Frank B. Good, Robert Martin
- Montage : Irene Morra[1]
- Durée : 6 bobines[2]
- Date de sortie : 
  - États-Unis : 16 février 1925

## Distribution
- Jackie Coogan : Tim Kelly
- Max Davidson : Max Ginsberg
- Lydia Yeamans Titus : Mrs. Malloy
- Robert Edeson : Mr. Bernard
- Ethel Wales : Mrs. Bernard
- William Conklin : Mr. Richard L. Scott